# Sam Welsford
Sam Welsford (født 19. januar 1996 i Perth) er en cykelrytter fra Australien, der er på kontrakt hos Red Bull-Bora-Hansgrohe.